# Deep River (Kanada)
Deep River – miasto w Kanadzie, w prowincji Ontario, w hrabstwie Renfrew. Jest położone około 200 kilometrów na północny zachód od Ottawy na autostradzie transkanadyjskiej, na brzegu rzeki Ottawy. Powstanie (w roku 1944) i rozwój miasta związane jest z położonym w pobliżu ośrodkiem badania energii nuklearnej Chalk River Laboratories.
Liczba mieszkańców Deep River wynosi 4 216. Język angielski jest językiem ojczystym dla 80,9%, francuski dla 5,0% mieszkańców (2006).